# Зигмунд, Карл Людвиг
Карл Людвиг Зигмунд (нем. Karl Ludwig Sigmund; 27 августа 1810, Шёсбург, — 1 февраля 1883, Падуя, Италия) — австрийский сифилидолог.

## Биография
Учился медицине в Медико-хирургической Josephs-Akademie в Вене, получил там степень доктора хирургии и магистра глазных болезней и акушерства, в 1837 получил в Пеште степень доктора медицины. В 1842 старший врач хирургического отделения Общей больницы (Allgemeines Krankenhaus) в Вене, в 1843 приват-доцент и затем профессор, с 1849 профессор Сифилидологической клиники.
В 1848 ездил по поручению правительства на Восток для выяснения вопроса о чуме и о карантинах; результатом этой поездки стала работа: «Zur Pest- und Quarantänefrage» (Вена, 1848), в которой Зигмунд указал на необходимость пересмотра полицейского закона о чуме 1837 и радикального изменения карантинов. Через много лет Зигмунд вернулся к вопросу о карантинах в работе: «Die italienischen See-Sanitätsanstalten und allgemeine Reformauträge für das Quarantänewesen» (1873).
В результате усилий Зигмунда было устроено в Вене образцовое отделение для сифилитиков, где он ввёл более упрощенные способы лечения. Важнейшие печатные труды Зигмунда: «Das von mir geübte Verfahren der Einreibungscur mit grauer Salbe bei der Syphilis» (Вена, 1856; 3-е изд., 1866, 5-е изд., 1878); «Syphilis und venerische Geschwürsformen» (в «Handbuch der allgemeinen Chirurgie» Питы-Бильрота, т. I); «Vorlesungen über neuere Behandlungsweisen der Syphilis» (Вена и Лейпциг, 3-е изд., 1883); «Die Wiener Klinik für Syphilis. Ein Rückblick auf ihr 25-jähriges Bestehen» («Vierteljahrschrift für Dermatologie und Syphilis», 1876—1877). Из сочинений Зигмунда по климатологии можно назвать: «Südliche klimatische Curorte mit besonderer Rücksicht auf Venedig, Nizza, Pisa, Meran und Triest. Beobachtungen und Rathschläge» (Вена, 1807, 2-е изд., 1859).